# SN 2010gi
SN 2010gi – supernowa typu IIb odkryta 18 lipca 2010 roku w galaktyce IC4660. W momencie odkrycia miała maksymalną jasność 15,30m.